# Деспот (титул)
Де́спот (от греч. δεσπότης, «владыка») — высший придворный титул поздней Византийской империи, введённый в середине XII века. До этого момента титул использовался самими императорами со времени Юстиниана I, а также как почётное обращение к сыновьям правящих императоров, часто появлялся на монетах вместо василевса. Император Мануил I Комнин сделал деспота отдельным титулом, высшим наградным после императорского, вытеснив с этого места титул севастократора, имевшего до этого времени аналогичное расположение в византийской иерархии. Женская форма титула называлась деспина (от греч. δέσποινα, «госпожа»).
После распада Византии в 1204 году титул использовался в Латинской, Никейской, Фессалоникской и в Трапезундской империях. В XIII—XIV веках данный титул был введен в граничащих с Византией государствах — во Втором Болгарском царстве и Сербо-Греческом царстве. В XV веке венецианские правители греческого острова Корфу также пользовались титулом деспот.
Начиная с XIII века деспот мог быть автономным или независимым правителем территории, по-разному обозначавшейся в разных языковых формах — деспотат (греч. Δεσποτάτο), деспотовина (серб. деспотовина) или деспотство (болг. деспотство).

## Проблема терминологии
В исторической литературе термин «деспотат», главным образом, применяется к таким областям как Эпир, Морея, Сербия. Однако важно подчеркнуть, что данный термин технически неточный: титул деспот не был наследственным и не был характерен для определённой территории. В так называемых «деспотатах» (Эпирском, Морейском, Сербском и во многих других) сын деспота мог преуспеть на территории своего отца, но не мог владеть титулом, если этот титул не был подтверждён государством, под чьим сюзеренитетом находилась территория.
Тем не менее, тесная связь титула с территорией, которой управлял деспот и обозначения его владений как «деспотат» началась уже с конца XIII века и стала широко распространённой на Западе с середины XIV века. Это было связано с тем, что в таких областях, например, как Морея, Видин, Сербия, Эпир, наблюдалась устойчивая преемственность правителей с данным титулом.
В связи с этим долгое время считалось, что первые правители Эпира, Михаил I Комнин Дука и его брат Феодор Комнин Дука, обладали титулами деспота, что давало основание для использования термина «деспотат» к данному государству, основанному в 1204 году. Однако, в дальнейшем, было доказано, что указанные правители не пользовались этим титулом. Первым деспотом, правившим Эпиром, являлся Михаил II Комнин Дука, которому этот титул даровал его дядя — фессалоникский император Мануил. В дальнейшем, чтобы подчеркнуть свой сюзеренитет над Эпиром, Михаилу II также был пожалован деспот уже от никейского императора. Однако ему это не мешало использовать в документах эпитет «Моя царственность», которым пользовались не деспоты, а византийские императоры.
После смерти Никифора II Орсини в 1359 году, титул деспот в Эпире стал более эпизодичным. Само государство распалось на несколько частей. Так, например, титулом не пользовался титулярный царь сербов и греков Симеон Неманич, пришедший к власти после смерти Орсини. Взошедший, в 1411 году, на трон Янины Карло I Токко получил деспота лишь в 1415 году и стал последним официальным носителем данного титула. Последним правителям Эпира после Карло I деспот уже не был присвоен со стороны византийского императора.
Также не до конца известен статус Артского деспотата, управлявшегося албанскими племенными вождями. Первым правителям Арты, Петеру Лоше и Гин Буа Шпате, был дарован титул деспота титулярным царём сербов и греков Симеоном Неманичем. Однако ряд исследователей ничего не пишут об использовании этого титула преемниками Гин Шпаты. В то время, как, например, французский византинист Гилланд, называет Сгура и Мурика самопровозглашенными деспотами.

## История титула в Византии
Титул деспот был введён императором Мануилом I Комнином в XII веке. Первым деспотом в 1163 году был будущий венгерский король Бела III, в котором Мануил I некоторое время видел своего преемника на Византийский престол. Деспот имел право носить одежды, схожие с одеждами императора, и имел другие привилегии. Например, он также имел право подписывать свои письма тёмно-красным цветом (императорская подпись была ярко-красная). Титулом деспота обычно награждались усыновлённые дети и младшие сыновья.
После захвата Константинополя четвёртым крестовым походом в 1204 году деспоты стали независимыми правителями целых территорий. Так, например, Феодор I Ласкарис до принятия императорского титула, правил Никеей как деспот. В 1224 году на европейских землях Византии образовалась Фессалоникская империя во главе с императором Феодором Комнином Дукой. Однако уже в 1230 году армия Феодора была разгромлена болгарами, а сам император попал в плен. Фессалоникская империя раскололась на несколько территорий. В связи с этим, родственники Феодора стали независимыми от Фессалоник правителями. Константин Комнин Дука стал деспотом Акарнании и Этолии, а Михаил II Комнин Дука стал деспотом Эпира.
С восстановлением Византийской империи в 1261 году, деспотат мог быть полностью независимым от константинопольского императора или выступать как автономная единица. Например автономный Морейский деспотат, образовавшийся в 1349 году со столицей в Мистре, управлялся наследниками византийского престола. При династии Кантакузинов деспотат был фактически независимым, но с приходом к власти Палеологов Морея стала более тесно связана с политикой Константинополя.
Эпирский деспотат хоть, по большей части, и признавал вассалитет от Византии, но в то же время эпирские деспоты, как например Никифор I Дука, Иоанн Орсини, также могли заключать союзы и становиться вассалами с противниками Византии. В 1337 году Эпир был полностью захвачен Византией. Правительница-регент, при своем малолетнем сыне, деспина Анна Палеолог была заключена в Фессалонике.
Вскоре империя впала в гражданскую войну, в связи с чем Эпиру удалось восстановить свою государственность в 1356 году. В это же время на юге государства, в результате мятежа албанских кланов, было сформировано два государства: Артский деспотат и Деспотат Ангелокастрон и Лепанто. Деспот Никифор II Орсини попытался подавить мятеж, но погиб в битве с албанцами в 1359 году. Во время этой нестабильности центром по борьбе с албанцами был Янинский деспотат (Северный Эпир). Лишь в 1416 году янинскому правителю Карло I Токко удалось восстановить Эпир. И хотя византийский император Мануил II даровал титул деспота Токко, впоследствии Карло I вёл военные действия против византийских сил морейского деспота Феодора II Палеолога.
В XIV — начала XV вв. в период ослабления Византии, в особенности, когда Фессалоники были изолированы от Константинополя наземным путём, область также была наделена автономией. При этом деспот Мануил Палеолог и после него император всей Фессалии Иоанн Палеолог правили Фессалониками фактически как независимые государи. В 1423 году, не имея сил удержать Фессалоники от ударов турок-османов, деспот Андроник Палеолог продал город Венеции. Но и республика не смогла удержать Фессалоники, и он был завоёван Османской империей в 1430 году.
После падения Византии титул деспот также прекратил своё существование после завоевания турками-османами последних осколков бывшей империи: Морейский деспотат был завоеван в 1460 году, Трапезундская империя в 1461 году, а в 1478 году пало Эпирское государство. Всё же, чисто номинально, до 1502 года титул деспота Мореи носил Андрей Палеолог.

## История титула в Болгарии
Первым известным носителем титула деспота в Болгарии стал Алексий Слав, который получил этот титул от Латинского императора Генриха I Фландрского в 1208 году и контролировал обширные земли Родопы и Восточной Македонии.
После смерти в 1241 году Болгарского царя Ивана Асеня II и последовавшей борьбой за болгарский престол, Болгарское государство ослабло и ряд вельмож объявил о независимости своих владений. Так в 1261 году образовался Видинский деспотат, который был полностью независимым при первых деспотах Якове Святославе и Шишмане I. Более того, они оспаривали царский титул правителей Болгарии. В 1323 году деспот Михаил был избран Болгарским царем и Видин стал автономной единицей. Однако новый деспот Белаур, после смерти Михаила, не признал власть нового болгарского царя Ивана Александра. В ходе последовавшей войны в 1335—1336 годах Иван Александр одержал победу, деспотат был ликвидирован и власть Болгарии в Видине была восстановлена.
К 1280 году был образован Крынский деспотат, являвшейся автономией внутри Болгарии. Но уже в 1305 году болгарский царь ликвидировал удел из-за нелояльной политики деспота Алдимира. В дальнейшем деспотат был восстановлен, поскольку Срацимир — отец болгарского царя Ивана Александра — упоминается как деспот Крына до и во время правления его сына. О дальнейшем развитии территории ничего не известно, а в промежутке между 1370—1380 гг. область была захвачена турками.
В 1322 году образовался Добруджанский деспотат, который сохранял независимость от Болгарии до конца своего существования. В результате помощи болгарскому царю Ивану Александру в войне с венграми деспотат даже получил ряд городов как плату за помощь. В 1387 в Добруджу вторглись турки-османы. Деспот Иванко стал вассалом османского султана. Однако деспот вёл нелояльную к султану политику, что привело к ликвидации государства в результате нового турецкого похода в 1395 году. С падением Добруджанского деспотата титул «деспот» прекратил своё существование на территории Болгарии.

## История титула в Сербии
В Сербии титул деспот был введён в 1345—1347 годах царём Стефаном Душаном, который назначал деспотов на завоёванных у Византии землях. После смерти Душана деспоты Сербии объявили независимость создав свои государственные образования, как например деспотат Валона и Канина, или ненадолго стали автономной единицей, как Прилепский и Вельбуждский деспотаты. При этом правитель Прилепа Вукашин Мрнявчевич принял королевскую корону в 1365 году и стал соправителем царя сербов и греков Стефана Уроша V. После смерти последнего в 1371 году полную независимость объявил и Вельбужд.
Однако сербские деспотаты недолго продержались на Балканах. Так, в это время к завоеванию региона приступили турки-османы. В битве при Марице, произошедшей в 1371 году, был ликвидирован Серреский деспотат. Деспоты Вельбужда признали себя вассалами турок. В 1395 году деспот Константин Драгаш принял участие в военной компании турок против Валахии, где и погиб в битве. После этого турки захватили Вельбуждский деспотат.
В 1402 году титул деспот приняли правители Сербии в связи с ослаблением государства из-за ряда поражений от Османской империи. В 1459 году деспотат был полностью завоеван Османской империей. Но даже после этого ещё 80 лет продолжалось так называемое «венгерское изгнание» сербских деспотов. Так, в 1471 году венгерский король Матьяш I на территории Срема возродил Сербский деспотат с признанием сербских правителей вассалитета. В этом же году король даровал Вуку Бранковичу титул деспота. Некоторые деспоты Срема, как например Иоанн Бранкович, пытались воевать с турками на территории Боснии и самой Сербии, пытаясь возродить государство. Им удалось расширить влияние Срема, но основной цели достигнуть так и не удалось. А усиление Османской империи и потеря суверенитета Венгрией положили конец Сербского деспотата в Среме в 1540 году.

## Деспотаты
- Эпирский деспотат (1204—1337; 1356—1479) — независимое государство, образовавшееся после захвата Константинополя четвёртым крестовым походом. С 1359—1416 гг. временно распался на несколько государств[44][45].
- Деспотат Родопы (1208—1230) — независимая от Болгарии территория под контролем Алексия Слава. После его смерти Родопы вошли в состав Второго Болгарского царства[27].
- Деспотат Акарнании и Этолии (1224—1242) — недолговечное удельное государственное образование под контролем Константина Комнина Дуки. После распада Фессалоникской империи в 1230 году деспотат стал фактически независимым. После смерти Константина, его земли вошли в состав Эпира[18].
- Видинский деспотат (1261—1336) — полунезависимое государство, которое временами являлось автономией внутри Болгарии.
- Крынский деспотат[англ.] (1280—1370/1380) — автономное государственное образование в составе Второго Болгарского царства. Некоторое время было под прямым правлением болгарского царя[32].
- Добруджанский деспотат (1322—1395) — независимое государство, отколовшееся от Второго Болгарского царства.
- Валонский деспотат (1346—1417) — осколок Сербо-греческого царства, образовавшийся после смерти царя сербов и греков Стефана Душана. Государство нельзя полноценно квалифицировать как «деспотат», так как достоверно известно лишь об одном носителе этого титула — основателе государства Иване Комнине Асене[46].
- Морейский деспотат (1349—1460) — автономное государство в составе Византии[19].
- Серреский деспотат (1355—1371) — осколок Сербо-греческого царства, образовавшийся после смерти царя сербов и греков Стефана Душана. Государством правил Углеша Мрнявчевич, принявший титул деспот в 1365 году и погибший в битве с турками[47].
- Вельбуждский деспотат (1355—1395) — государство, образовавшееся после распада Сербского царства[39].
- Деспотат Ангелокастрон и Лепанто (1358—1374) — государственное образование, сформировавшееся в результате мятежа православных албанцев против власти деспота Эпира Никифора II Орсини[48].
- Артский деспотат (1358—1416) — государственное образование, сформировавшееся в результате мятежа православных албанцев против власти деспота Эпира Никифора II Орсини[48].
- Янинский деспотат (1366—1416) — осколок Эпира под управлением сербской, а затем итальянских династий[45].
- Сербский деспотат (1402—1459; 1471—1540) — государство, образовавшееся после поражения сербов на Косовом поле[40].